# Gottfried Hilgerdenaar

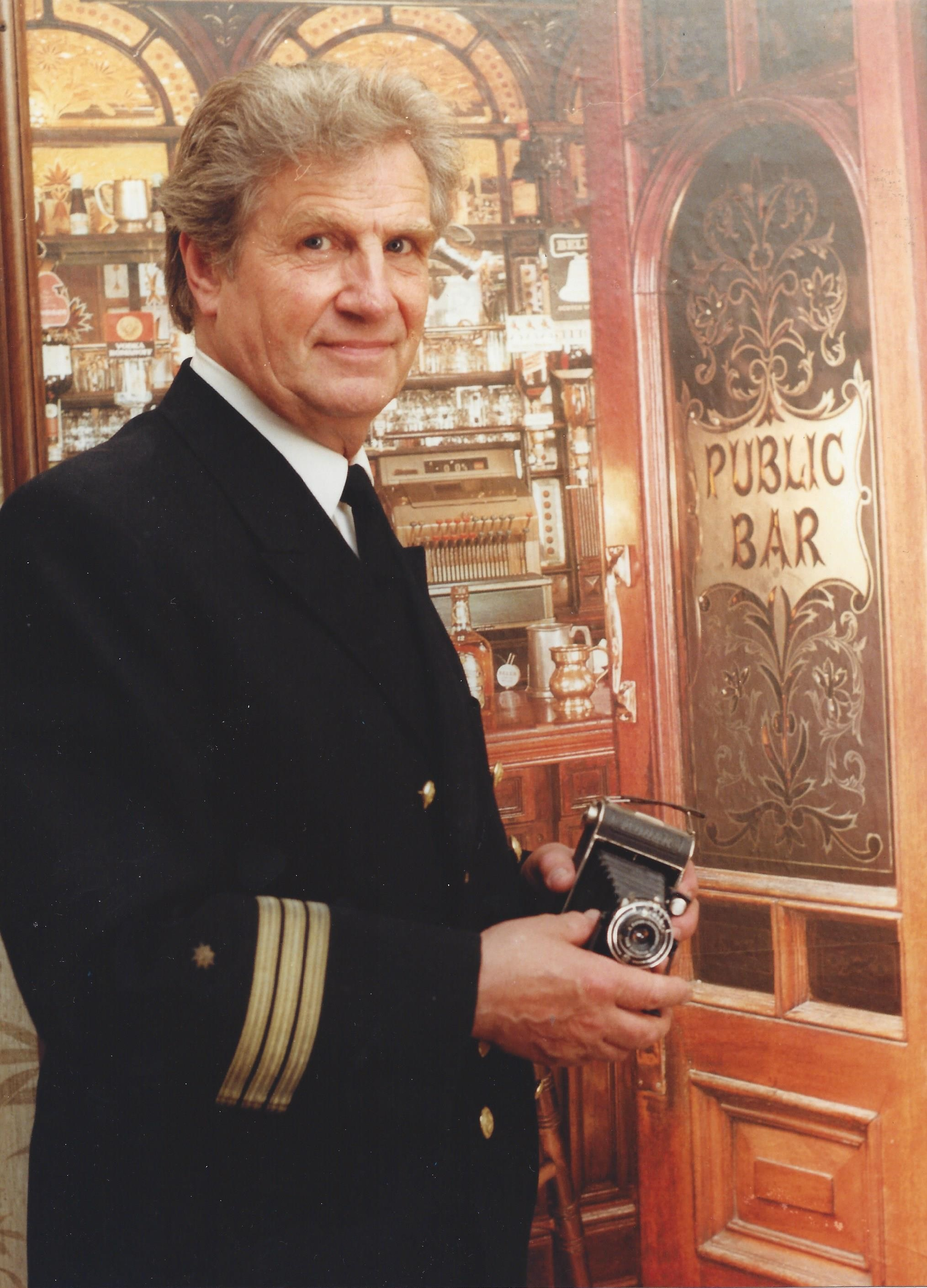
Gottfried Hilgerdenaar (1982)

Gottfried Hilgerdenaar (* 6. Februar 1925 in Detmold; † 11. Juli 2015 in Bremerhaven) war ein deutscher Seemann. Wie nur wenig andere bezeugte er die deutsche Hochseefischerei.

## Leben
Hilgerdenaar kam als drittes von fünf Kindern zur Welt. Er wuchs in Schlangen auf und wollte schon als Kind Seemann werden; aber nach der Volksschule schickten ihn die Eltern im April 1939 für zwei Jahre als Hausjungen in das  Forsthaus Hartröhren. Dort in der Senne stieß er auf einen Kapitän, der ihn dem  Norddeutschen Lloyd empfahl. Da die Eltern das Ausrüstungsentgelt nicht aufbringen konnten, begann er im lippischen  Horn eine  Lehre als  Maschinenschlosser. Ohne Abschluss kam er nach zwei Jahren zum Reichsarbeitsdienst in Friesoythe.
1944 wurde er zur Kriegsmarine im Reichskommissariat Niederlande einberufen. An der Marinenachrichtenschule in Aurich wurde er als Funker eingewiesen; dazu gehörte auch das neue Radar. Wegen seiner Größe wurde er auf ein  Begleit-U-Boot der 11. U-Flottille beordert. Da er sich bei seinem Interesse an Fotografie die  Filmentwicklung selbst beigebracht hatte, wurde er bei der 25. U-Lehrflottille in  Gotenhafen für Innenaufnahmen auf die Wilhelm Gustloff befohlen. Noch mit dem Dienstgrad  Matrose am Ende des Zweiten Weltkriegs in Bergen (Norwegen) festgesetzt, verbrachte er die Internierung in Norheimsund.
Nach der Entlassung kehrte er zu seiner siebenköpfigen Familie nach Schlangen zurück. Die Familie hungerte und Hilgerdenaar war arbeitslos. Im  Radio hörte er, dass die Hochseefischerei wieder aufgenommen werden sollte. So reiste er im Januar 1946 nach Wesermünde.

### Seefahrer

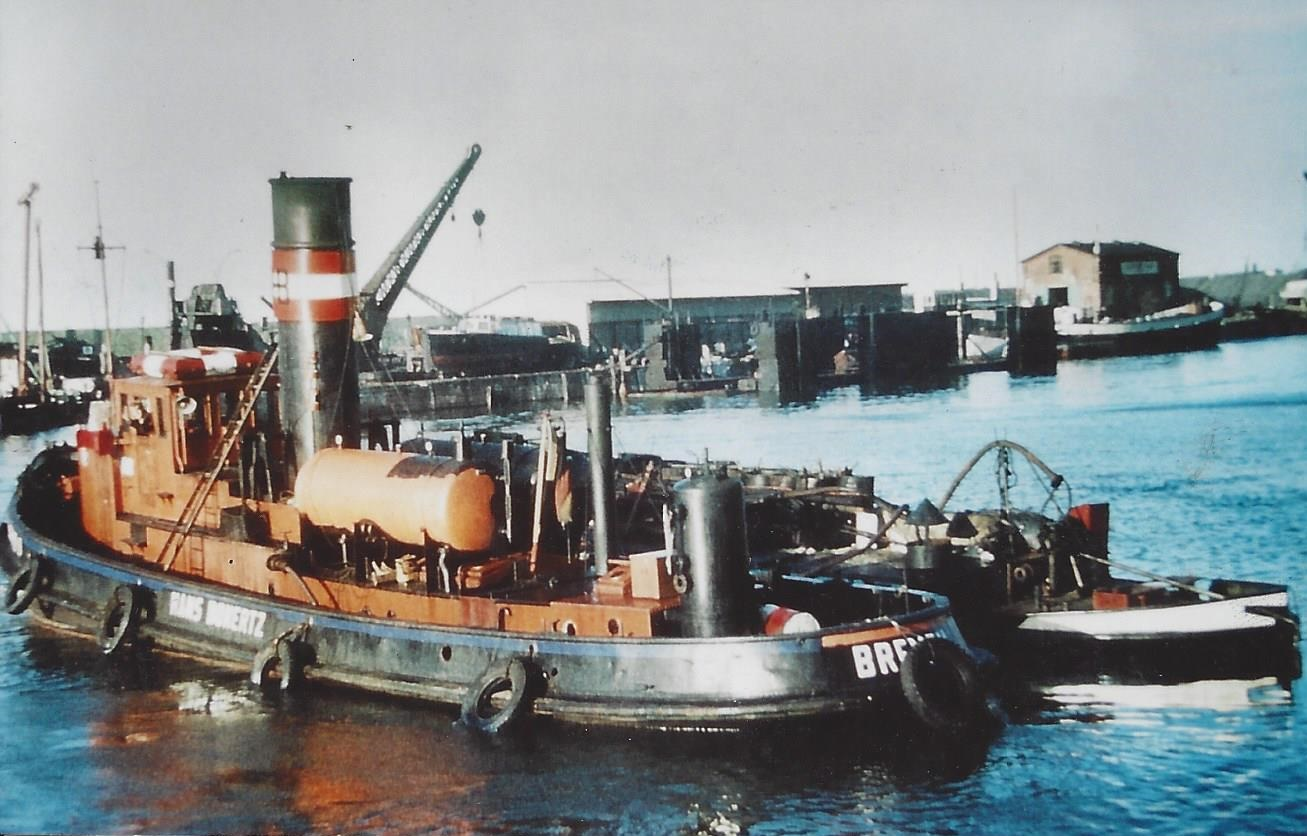
Hilgerdenaars Vampyr

Mit Chuzpe gelang es ihm, sogleich als Leichtmatrose auf dem Fischdampfer Hugo Homann anzuheuern. Die Reederei Grundmann & Gröschel beförderte ihn nach einem Jahr zum Matrosen. Bei ihr fuhr er ab August 1949 auf FD Ernst Wittpfenning, ab November 1949 auf FD Ernst Gröschel und ab Oktober 1950 auf FD Bernhard Grundmann. In der  Nachkriegszeit konnte er mit heimgebrachtem Fisch die Familie und ihre Verwandten ernähren. Der Soldat einer Propagandakompanie, den er in Norheimsund kennengelernt hatte, gewann ihn für ein Interview im  Westdeutschen Rundfunk.
Nach fünf Jahren wechselte er zur Handelsschifffahrt, auf MS Iran (Februar 1951), MS Bärenfels (September 1951), D. Adele (Oktober 1952), MS Braunfels (Februar 1953) und MS Fauna (September 1953). Vom Ersparten finanzierte er 1954 den Besuch der Seefahrtschule Bremerhaven. Im Februar erhielt er das C 1-Patent (Seemotorführer), im Juli das A 2-Patent. Er fuhr ab Januar 1955 auf MS Dirk und ab November 1955 auf MS Bussard. Nachdem er im Mai 1957 das A 4-Patent erhalten hatte, fuhr er als Kapitän in der Küstenschifffahrt, auf MS Kondor (Juni 1957), auf MS Bussard (Dezember 1957), MS Meise (November 1959), MS Sperber (Mai 1961) und ab Juni 1962 auf dem neuen Bussard.
Nachdem er auf der Siegholdwerft noch das Seemaschinistenpatent gemacht hatte, verdingte er sich bei der Argo Reederei. Für die  Reederei Hans Bonertz fuhr er ab 1962 die drei Schlepper Vampyr. 1964 ging er als Kranführer zu Weserport. Zum 1. April 1972 wechselte er zur Bugsier-, Reederei- und Bergungsgesellschaft, für die er neun Jahre lang den Schwimmkran Enak führte. Um sich ganz der Seefahrtsgeschichte widmen zu können, ging er am 1. April 1981 mit 56 Jahren auf eigenen Wunsch in Rente. Danach war er bis zu seinem Tod Museumsführer im Historischen Museum Bremerhaven und auf  FD Gera. Noch mit 90 Jahren bewältigte er alle Wege mit dem Fahrrad. Er wurde am 21. Juli 2015 beim Ochsenturm in Imsum beigesetzt.

### Zeitzeuge
Wie das Hörbuch dokumentieren Hilgerdenaars Aufnahmen die vergangene Welt der Hochseefischerei und des Bremerhavener Fischereihafens in einzigartiger Weise. An Bord seiner Schiffe und auf Enak entstanden Bilder von zeitgeschichtlicher Bedeutung. 2011 wurden sie im Bremer Hafenmuseum gezeigt. Hilgerdenaar verfügte über die wohl größte Fotosammlung zur Bremerhavener Nachkriegsgeschichte. Mit 85 Jahren führte er im Historischen Museum Bremerhaven durch die Sonderausstellung Vorort von New York – Das bremische Bremerhaven 1860–1930. Er engagierte sich im Freundeskreis der  Gera.

## Werke

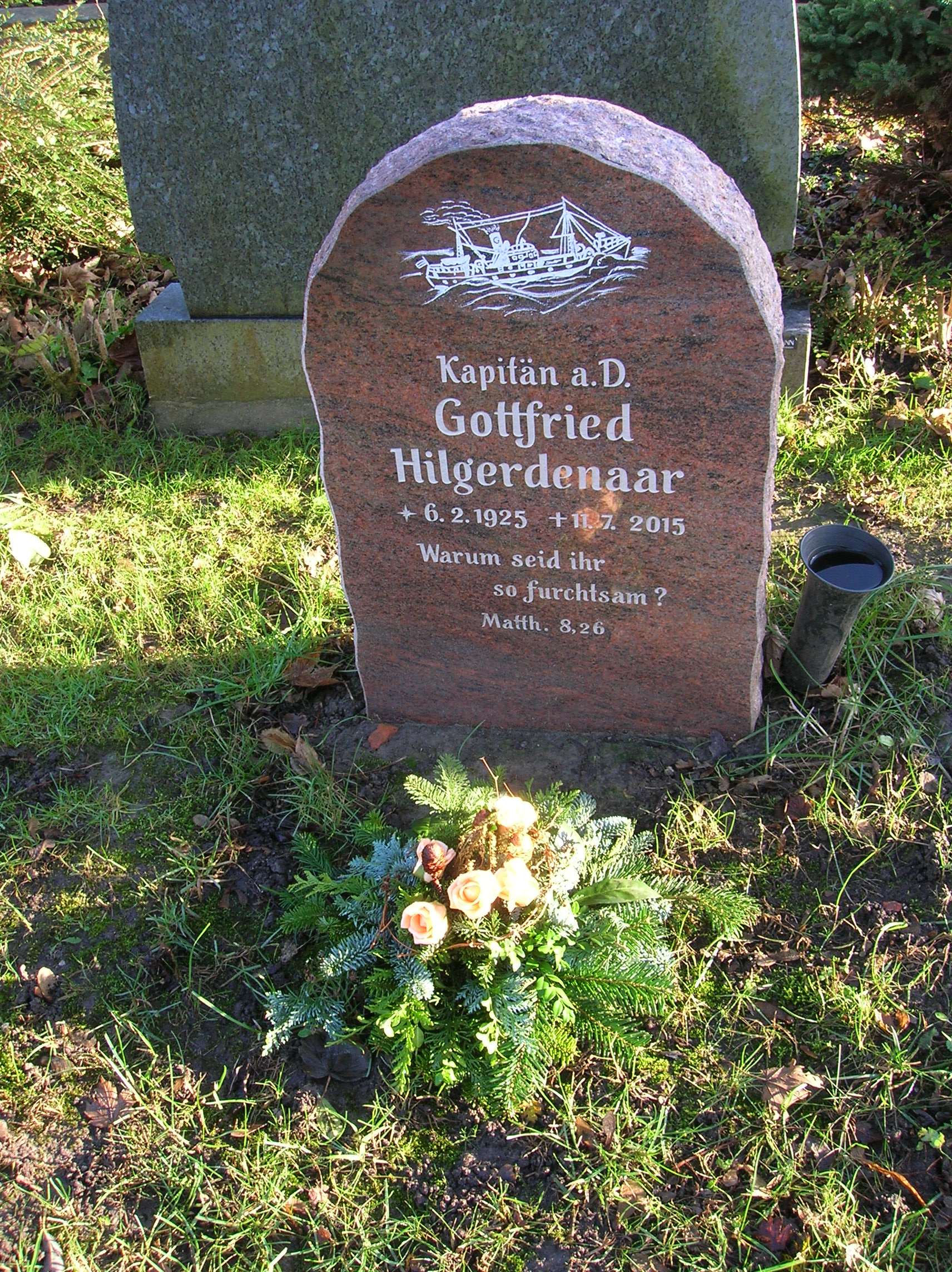
Hilgerdenaars Grab

- Seemann will ich werden ... Erlebnisse auf Fischdampfern und Frachtschiffen 1946–1962. Edition Temmen 1991, 2000, ISBN 978-3-926958-70-9. GoogleBooks
- mit Dirk Peters: Vom Heizer zum Marinemaler: Friedrich Dammeyer – 80 Jahre. Ditzen, Bremerhaven 1997. GoogleBooks
- Brauchtum und/oder Aberglaube an Bord. Jahrbuch der Wittheit zu Bremen 1999/2000, S. 230.
- Hochseefischer am Polarkreis, Hörbuch (CD). Wohnen in Nachbarschaften (Bürgernetz Bremerhaven), 2009.
- Dockerstolz, in: Stefan Krücken: Wellenbrecher. Kapitäne erzählen ihre besten Geschichten. Ankerherz Verlag, Appel 2009, S. 145–153, ISBN 978-3-940138-03-3. Auch als Hörbuch erhältlich.